# Slouching Toward Bethlehem (Angel)
Slouching Toward Bethlehem conocido en América Latina como El Segundo Regreso y en España como Sin Recuerdos es el cuarto episodio de la cuarta temporada de la serie de televisión estadounidense Ángel. El guion del episodio fue escrito por Jeffrey Bell y la dirección estuvo a cargo de Skip Schoolnik. Se estrenó en los Estados Unidos el 6 de octubre de 2002.
En este episodio Ángel y la pandilla tratan de descifrar la misteriosa aparición de Cordelia y su sospechosa amnesia.  

## Argumento
Unas cuantas horas antes de la llegada de Ángel, Gunn, Fred y un recién rescatado Lorne. Connor rescata a una familia de ser devorados por una banda de vampiros que cazan en una de las rutas que lleva a Los Ángeles. Tras matar a unos cuantos vampiros, Connor entra por una de las ventanas del Hyperion y observa a la pandilla contemplando a Cordelia quien de alguna manera ha aparecido en el vestíbulo sin idea de quiénes son sus amigos ni de ella misma.      
Ángel acuerda junto a Fred y a Gunn de proteger a Cordelia de la existencia de los demonios para evitar asustarla. No obstante los intentos de sus amigos por protegerla provocan que la misma comience a sospechar de la pandilla. Tratando de evitar asustarse Cordy revisa todas sus cosas de su departamento incluyendo su anuario y algunas fotos donde ve claramente que si tenía una vida con las personas que no reconoce. Incluso accede ser "leída" por Lorne cantando una canción. Cuando lo hace, Lorne se siente mal y le afirma en secreto que algo malo anda con Cordy. Las cosas se complican cuando Cordelia descubre aterrada que Ángel es un vampiro, escucha a Gunn y a Fred hablando de haber asesinado a unos "bebés" y es atacada por un demonio cliente de investigaciones Ángel. Afortunadamente Cordy es rescatada por Connor quien la lleva hasta el edificio donde vive para protegerla.
En el departamento de Wesley, Lilah y el inglés acaban de terminar de hacer el amor. De repente la abogada recibe una llamada de un informante quien le revela que Connor y Cordy están juntos. Lilah ordena que los dos sean capturados sin notar que Wesley había escuchado la conversación. En el Hyperion, Ángel y el resto se preparan para iniciar la búsqueda de Cordy sin saber que se encuentra con el cautivo hijo del vampiro hasta que al vestíbulo llega Wesley a informarle a la pandilla que un pelotón de Wolfram & Hart van en camino a capturar tanto a Cordelia como a Connor. 
En el refugio de Connor, Cordy le agradece al adolescente el haberla rescatado y se siente cómoda con él, pues a diferencia de Ángel el muchacho no le ha mentido a pesar de su condición mental. Ambos comienzan a ser atacados por el pelotón del despacho de abogados hasta que aparece el resto de Investigaciones Ángel. En una terraza Lilah contempla gustosa la pelea hasta que un soldado le informa que la misión ha sido cumplida, al escucharlo Lilah ordena que el pelotón se retire. Ángel le ofrece la oportunidad a Cordelia de regresar al hotel y contarle toda la verdad. No obstante Cordy se niega porque ya no sabe si puede creerle y decide quedarse con Connor. Ángel se retira triste al Hyperion donde descubre a un malherido Lorne. El demonio le explica a la pandilla que fue asaltado mientras estuvieron ausentes y que con el uso de un demonio le arrebataron todo lo que "leyó" en Cordy cuando cantó. Wesley se enfada con Lilah luego de enterarse de lo que pasó con Lorne, aunque Lilah le explica que sabe que Wesley en realidad está molesto consigo mismo.

## Elenco

### Principal
- David Boreanaz como Ángel.
- Charisma Carpenter como Cordelia Chase.
- J. August Richards como Charles Gunn.
- Amy Acker como Winifred Burkle.
- Vincent Kartheiser como Connor (Integrado oficialmente).
- Alexis Denisof como Wesley Wyndam-Pryce.

## Redacción